# Cobrieux
Cobrieux is een gemeente in het Franse Noorderdepartement (regio Hauts-de-France). De gemeente telt 518 inwoners (1999) en maakt deel uit van het arrondissement Rijsel.

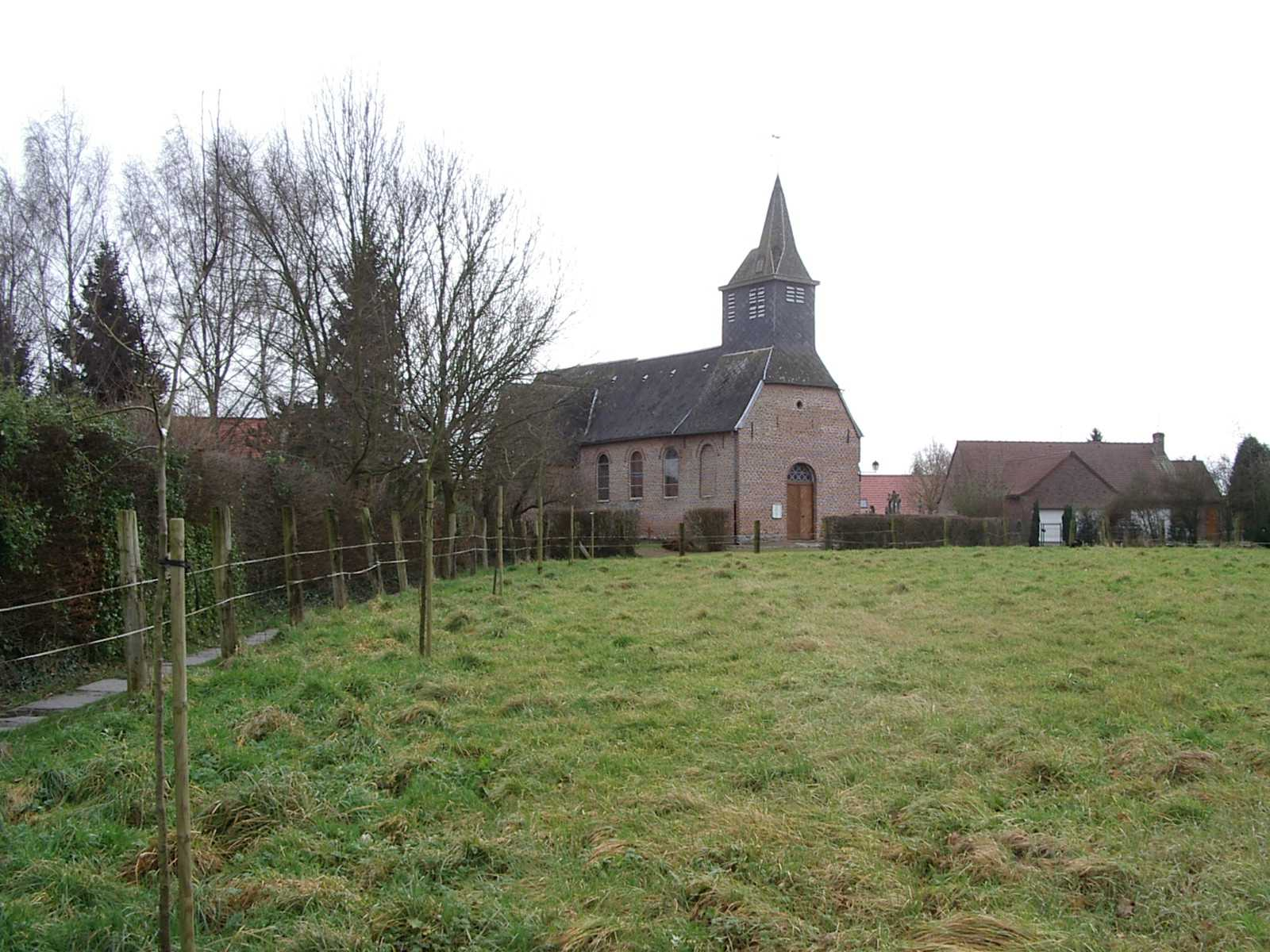
Cobrieux en de Église Saint-Amand

## Geografie
De oppervlakte van Cobrieux bedraagt 2,8 km², de bevolkingsdichtheid is 185,0 inwoners per km².
De onderstaande kaart toont de ligging van Cobrieux met de belangrijkste infrastructuur en aangrenzende gemeenten.

## Bezienswaardigheden
- De Sint-Amanduskerk (Église Saint-Amand) is een gotisch kerkgebouw waaraan meerdere verbouwingen hebben plaatsgevonden en die in 2018-2020 werd gerestaureerd. De kerk bezit een 18e-eeuws koorgestoelte.

## Natuur en landschap
De hoogte aan de kerk bedraagt 36 meter.

## Demografie
Onderstaande figuur toont het verloop van het inwonertal (bron: INSEE-tellingen).

## Verkeer en vervoer
Net ten westen van het dorpscentrum staat het station Cobrieux, dat zich echter op het grondgebied van buurgemeente Genech bevindt.

## Nabijgelegen kernen
Genech, Bourghelles, Mouchin, Bachy